# Ibrox Stadium
Ibrox Stadium je stadion jednoho z nejslavnějších skotských klubů - Rangers F.C. Nachází se na jižním břehu řeky Clyde v glasgovské čtvrti Ibrox. V současnosti má kapacitu 50 987 diváků.